# گولدن رول ایرلاینز
گولدن رول ایرلاینز (به انگلیسی: Golden Rule Airlines) یک شرکت هواپیمایی است که در تاریخ ۲۰۰۳ میلادی تأسیس شده است. دفتر مرکزی گولدن رول ایرلاینز در بیشکک، قرقیزستان واقع شده‌است.